# ستوكبريدج (فيرمونت)
ستوكبريدج (بالإنجليزية: Stockbridge, Vermont)‏ هي بلدة تقع بولاية فيرمونت في الولايات المتحدة. تبلغ مساحتها 119.6 (كم²)، وترتفع عن سطح البحر 258 م، بلغ عدد سكانها 736 نسمة في عام 2010 حسب إحصاء مكتب تعداد الولايات المتحدة .

## أعلام
- جورج كروكت سترونج

## وصلات خارجية
- The US50 - Cities and Towns in Vermont State
- Vermont Cities and Towns, Facts, Map, Flag, Colleges, Government, and More